# Irina Belova (atletinja)
Irina Nikolajevna Belova (rusko Ирина Никопаевна Бепова), ruska atletinja, * 27. marec 1968, Angarsk, Sovjetska zveza.
Nastopila je na poletnih olimpijskih igrah leta 1992, ko je osvojila srebrno medaljo v sedmeroboju. Na svetovnih prvenstvih je osvojila bronasto medaljo leta 1991, na svetovnih dvoranskih prvenstvih pa srebrno medaljo v peteroboju leta 1999, kot tudi na evropskih dvoranskih prvenstvih leta 1998. Zmaga na svetovnem dvoranskem prvenstvu leta 1993 ji je bila odvzeta zaradi dopinga, ob tem je prejela še štiriletno prepoved nastopanja.